# Саут-Баттон-Айленд (національний парк)
Національний парк Саут-Баттон-Айленд — національний парк, розташований на Андаманських і Нікобарських островах біля узбережжя Індії, загальна площа цього охоронюваного острова становить близько 5 км2 (2 миля2), що робить його найменшим національним парком в Індії. Разом із сусідніми островами Північний Баттон і Мідл Баттон, обидва також національні парки, він є частиною морського національного парку Рані Джгансі біля узбережжя острова Південний Андаман.

## Парк
Національний парк Саут-Баттон-Айленд є частиною морського національного парку Рані-Джгансі та розташований приблизно 24 км (15 миля) на південний захід від острова Гейвлок, приблизно за дві години подорожі на моторному човні.

## Пам'ятки та діяльність
На острові панує океанічний клімат, пом'якшений навколишнім морем. Середня температура коливається приблизно від 20 та 30 °C (68 та 86 °F). Протягом південно-західного сезону мусонів з червня по жовтень на острів випадає багато дощів, а більшість відвідувачів приїжджає з грудня по квітень.
Однією з головних визначних пам'яток крихітного острова є мілководні коралові рифи з хорошою видимістю. Ці тропічні коралові рифи розташовані на глибині 6 фут (1,8 м), і острів є популярним місцем для снорклінгу та підводного плавання.

## Флора і фауна
Деякі з дерев і кущів, представлених на острові, включають ротангову пальму Calamus palustris, плетистий бамбук Dinochloa andamanica і Parishia insignis, Calophyllum soulattri, Artocarpus, Canarium, Dipterocarpus grandiflorus, Dipterocarpus pilosus, Endospermum chinensis, Hopea odorata, Salmali insignis, Sideroxylon, Aprosa villosula, Baccaurea sapida, Caryota mitis та Dinochloa palustris.
Острів занадто малий, щоб підтримувати великих наземних ссавців, але море кишить життям. Серед тварин тут живуть дюгоні, водяні ящірки, морські черепахи, дельфіни та сині кити. Серед риб, яких можна побачити біля берега, є луціан, ласун, крилатка, риба-ангел, риба-метелик, щетинкозубі, скати, манти та баракуди, а також голозяброві, восьминоги та креветки. Тут розмножуються морські черепахи, а також ендемічні підвиди їстівного гніздового стрижа (Aerodramus fuciphagus) і характерного білочеревого морського орлана (Haliaeetus leucogaster).